# 柯可棟
柯可栋，字平若。福建晋江人，清朝政治人物。
雍正十一年（1733年），登癸丑科进士，授繁昌縣知縣，政績卓著。任職四年，卒於官。人民因其功德，建立“甘棠遗爱”坊以懷念。